# Новопокровский, Иван Васильевич
Ива́н Васи́льевич Новопокро́вский (7 декабря 1880, Михайлов, Рязанская губерния, Российская империя — 30 мая 1951 или 2 сентября 1951, Ростов-на-Дону или Ленинград) — российский советский ботаник, специалист в области ботанической географии и систематики высших растений.

## Биография
В 1904 году окончил естественное отделение физико-математического факультета Московского университета.
В 1920—1931 гг. — профессор Новочеркасского института сельского хозяйства и мелиорации.
До 1934 года был профессором Краснодарского сельскохозяйственного института.
С 1934 по 1944 год работал в Ростовском-на-Дону государственном университете (РГУ) заведующим кафедрой ботаники, деканом биологического факультета.
В 1936 году основал (при участии профессоров А. Ф. Флёрова и В. Н. Вершковского) Гербарий Ростовского университета.
Также работал в Донском политехническом институте (Новочеркасск) и в Северо-Кавказском отделении Государственного института по изучению засушливых областей (ГИЗО).
В период 1935—1942 гг. подвергался репрессиям.
С 1945 года работал в Ботаническом институте Академии наук СССР (Ленинград), где заведовал Среднеазиатским гербарием.
Похоронен на Серафимовском кладбище Санкт-Петербурга, участок 28, квартал 1.

## Научная деятельность
Занимался изучением флоры и растительности юго-востока Европейской части СССР.
Известен работами по систематике некоторых родов растений из семейства сложноцветных и семейства заразиховых, среди которых им описано много новых видов. Автор более 120 научных работ, среди которых «Зональные типы степей Европейской части СССР», «Растительность Ростовской области», «Карантинные сорняки Ростовской области».

## Память
В 1985 году в связи с 70-летним юбилеем РГУ и в знак признания заслуг И. В. Новопокровского по организации Гербария решением Совета университета Гербарию Ростовского университета присвоено имя профессора И. В. Новопокровского. Это один из крупнейших гербариев России.
В честь И. В. Новопокровского назван род растений Novopokrovskia Tzvelev (1994).